# Filozofia miłości
Filozofia miłości – całokształt teorii filozoficznych, których przedmiotem jest refleksja nad miłością.

## Filozofia starożytna
Pierwsze teorie miłości powstały już w filozofii starożytnej i miały charakter kosmologiczny, czego najdobitniejszym przykładem jest poemat Empedoklesa Περὶ φύσεως (Peri physeos, O naturze), zawierający, zdaniem prof. Wiaczesława Szestakowa, pierwszą próbę stworzenia filozofii miłości. Szczytem antycznej świadomości na temat miłości była teoria Platona, który poświęcił temu tematowi dialogi Uczta i Fajdros.

Żaden filozof nie miał więcej niż Platon do powiedzenia o miłości.

Miłość, jak ją pojmował Platon, to nic innego, jak właściwe duszy dążenie do osiągnięcia i wiecznego posiadania dobra.

## Filozofia średniowieczna
W średniowieczu przede wszystkim koncentrowano się na miłości człowieka do Boga, która łączyła się z umartwianiem ciała. W filozofii średniowiecznej antyczna koncepcja Erosa ustąpiła miejsca pojęciom „agape” i „caritas”, co, w przeciwieństwie do Erosa jako wznoszenia się, jest miłością zstępującą, ruchem z góry na dół.

## Renesans
Metafizyka miłości była istotnym kierunkiem myśli filozoficznej Odrodzenia. W epoce Odrodzenia miłość weszła do metafizyki. Ale również metafizyka weszła do miłości i przypisała jej funkcję najbardziej fundamentalnej podstawy harmonii świata.
Dzieło Marsilio Ficina „Komentarz do Uczty Platona” (łac. Commentarium Marsilii Ficini Florentini in Convivium Platonis de Amore) zapoczątkowało dużą liczbę traktatów filozoficznych o miłości, do których należą m.in. Dialogi o miłości (wł. Dialoghi d'Amore) Jehudy Abrabanela, komentarz do canzony Girolamo Benivieniego autorstwa Giovanniego Pico della Mirandoli, Miłosna filozofia Francesca Patriziego. Filozofia erotyczna była Istotną częścią myśli filozoficznej Jakuba Böhmego, który głosił androgyniczną naturę człowieka, obejmującą zasadę męską i żeńską.
Zdaniem Borysa Kuzniecowa, w metafizyce miłości epoki Renesansu zachodziła specyficzna ewolucja neoplatonizmu. W istocie przestawał on być sobą, ponieważ ewolucja przekształciła jego podstawową ideę: emanacja świata ponadzmysłowego przestawała być rozpatrywana jako istota świata zmysłowego. W filozofii Odrodzenia, a zwłaszcza w filozofii miłości, powstaje koncepcja przeciwna. Dla Platona i neoplatoników punktem wyjścia jest bezcielesna, boska miłość, która się degraduje, gdy się przybliża do zmysłowego świata. W epoce Renesansu pojawia się inna koncepcja. Jej punktem wyjścia jest ziemska, przeniknięta zmysłowymi uczuciami miłość z odczuciem i uznaniem piękna jako wyrazu indywidualności. Ta ziemska miłość i ziemskie piękno traktowane były w filozofii Odrodzenia jako początek i punkt najwyższy, od którego wychodzą, degradując się, wszystkie bardziej abstrakcyjne, stopniowo tracące swój zmysłowy charakter formy idealnej miłości. To w jakimś stopniu sublimuje wyjściową zmysłową miłość i wyjściowe zmysłowe piękno. Miłość staje się impulsem do poznawania świata. W poetyckiej encyklopedii Trecenta – w Boskiej komedii – Dante twierdzi, że pisze on pod wpływem miłości i zapisuje to, co mu ona dyktuje. Jest to bardzo ogólna charakterystyka podstawowej filozoficznej, poetyckiej i kulturalnej tendencji Odrodzenia. Miłość występuje jako impuls twórczości poetyckiej. Twórczość wyraża tylko to, co śpiewa spontanicznie w duszy poety. Poeta ogranicza się tylko do tego, co wyraża jego indywidualność, co jest niezależne od tradycji, od kanonu, od dogmatu.

## Filozofia nowożytna i współczesna
Jednym z kontynuatorów Jakuba Böhmego był Franz von Baader, który rozwijał teorię Androgyna.
—  Franz von Baader. Sätze aus der erotichen Philosophie, 165—178. 
W odróżnieniu od Baadera, Arthur Schopenhauer łączył miłość erotyczną z doskonaleniem gatunku ludzkiego i twierdził, że wszystkie przejawy miłości mają swe źródło w ślepym instynkcie, w dążności do przedłużenia gatunku. Duży wpływ na późniejszy rozwój filozofii miłości wywarła praca Otto Weiningera Płeć i charakter.

### Współczesne teorie ateistyczne

#### Erich Fromm
Erich Fromm uważał, że miłość jest sztuką. Aby nauczyć się kochać, człowiek musi postępować z miłością tak, jak z każdym innym rodzajem sztuki, jak na przykład z malarstwem czy muzyką. Najpierw powinien opanować teorię, a później zająć się częścią praktyczną.
Miłość jest aktywną siłą drzemiącą w człowieku. Trzeba więc nauczyć się ją wyzwalać, a osiągnąć to można przez działanie. Nie jest miłością branie, bycie kochanym; prawdziwa, dojrzała miłość polega na obdarzaniu nią innych, co jest równoznaczne z czynnym aktem dawania innym siebie samego.
Przez czynną, dojrzałą miłość Fromm rozumiał:
- Dawanie siebie innym; gdy więcej radości czerpie się z dawania niż brania.
- Gdy drugi człowiek, obdarzany uczuciem, budzi głębokie i żywe zainteresowanie; zachowaniem powinna kierować troska o dobro tej osoby.
- Odpowiedzialność za zaspokajanie potrzeb osoby kochanej, w tym głównie potrzeb psychicznych.
- Poszanowanie dla odmienności drugiego człowieka, pozwalanie na rozwój jego indywidualności.
- Staranie, by jak najlepiej poznać osobę kochaną.

Fromm wyróżnił miłość braterską, matczyną, miłość samego siebie, miłość Boga i miłość erotyczną. Przez tę ostatnią rozumiał miłość opartą na zespoleniu z drugim człowiekiem jako nie tylko uczucie, ale też decyzje, obietnice. Na miłość erotyczną składa się zakochanie i czynnik świadomy, a więc decyzja, by być z drugą osobą, poświęcać jej uwagę i troskę.

## Filozofia chrześcijańska

### Filozofia prawosławna
Prawosławną filozofię miłości zapoczątkował Władimir Sołowjow. Sformułowana przez niego koncepcja miłości, zdaniem Haliny Rarot, dotychczas pozostaje nowatorskim podejściem w myśli chrześcijańskiej . Filozoficzne rozważania nad problematyką miłości erotycznej Władimir Sołowjow prezentuje w dziele Sens miłości (1892–1894) oraz w pracy Dramat życiowy Platona (1898). Kontynuatorami Sołowjowowskiej teorii miłości byli Nikołaj Bierdiajew, Boris Wyszesławcew i in. 

### Filozofia katolicka

#### Karol Wojtyła
Prace, w których K. Wojtyła najszerzej poruszał problemy filozofii miłości, to: książka Miłość i odpowiedzialność (1960) i artykuły, zawarte w zbiorze Mężczyzną i niewiastą stworzył ich. Odkupienie ciała a sakramentalność małżeństwa. K. Wojtyła w swojej analizie psychologicznej miłości między mężczyzną i kobietą, zawartej w książce Miłość i odpowiedzialność (1960), ukazał jej rozwój: od poziomu zmysłowego poprzez uczucia do miłości duchowej. Pełnia miłości jest integracją tych trzech poziomów.

##### Poziom zmysłowy
Zazwyczaj miłość rodzi się na podłożu popędu seksualnego. W bezpośrednim zetknięciu się mężczyzny i kobiety zawsze zachodzi jakieś wrażenie zmysłowe, do którego często dołącza się wzruszenie, gdyż reprezentują oni dla siebie wzajemnie pewną wartość. Wzruszenie może być także spowodowane wartościami duchowymi, jednak zazwyczaj w przypadku bezpośredniego spotkania kobiety i mężczyzny przeważa wzruszenie wartościami podpadającymi pod zmysły. Można mówić o przeżyciu piękna, np. piękna ciała. Piękno jest zasadniczo przedmiotem poznania kontemplacyjnego, wywołuje w człowieku radość, którą Augustyn z Hippony określał mianem frui, nie ma więc charakteru używania, czyli konsumpcyjnego. Zmysłowość jednak, która budzi się pod wpływem wartości seksualnej drugiej osoby, ma charakter bardziej skłonny do używania. Dlatego właściwie przeszkadza ona w przeżyciu piękna. Ciało kobiety dla zmysłowości mężczyzny jawi się przede wszystkim „jako przedmiot użycia”. Ponieważ ta reakcja zmysłowości jest spontaniczna, odruchowa, nie można mówić, że jest moralnie zła, jest poniekąd naturalna. Jednak osoba ludzka nie może być przedmiotem użycia, dlatego reakcja sumienia na poruszenia zmysłowości jest czymś łatwo zrozumiałym. Nie można też zmysłowości, jako takiej, nazywać jeszcze miłością, choć jest ona tworzywem oblubieńczej miłości małżeńskiej. Może jednak równie dobrze stać się przeciwieństwem miłości, gdyż jest zupełnie ślepa na osobę a zwraca się wszędzie tam, gdzie „pojawi się możliwy przedmiot użycia”. Przedmiot ten może być dostarczony przez zmysły zewnętrzne, np. dotyk, wzrok, ale może też go dostarczyć wyobraźnia czy pamięć. Można zatem nawiązać kontakt z „ciałem” osoby fizycznie nieobecnej.

##### Poziom uczuć
Wzruszenie związane ze spotkaniem mężczyzny i kobiety, oprócz poziomu zmysłowego ukierunkowanego ku przeżyciu wartości ciała jako przedmiotu użycia, może być doświadczane na poziomie uczuć. Przedmiotem przeżycia emocjonalnego będzie wtedy „męskość”, wywołująca wrażenie „siły” i „kobiecość”, wraz ze swym „wdziękiem”. Reakcja uczuciowa jest podobna do zmysłowej w postawie, ale różni się co do treści. Jednak uczuciowość – która wyraża się poprzez czułość – nie jest konsumpcyjna, wydaje się być wolna od pożądania w tym znaczeniu, co zmysłowość. Jest w niej natomiast pragnienie bliskości i zbliżenia, a równocześnie wyłączności i intymności. Z tego względu często utożsamia się ją mylnie z miłością duchową. Istnieje pewna rozbieżność psychologiczna między mężczyzną i kobietą co do ich udziału w tej miłości: mężczyzna jest bardziej zmysłowy, kobieta jest bardziej uczuciowa. Jest ona skłonna do uznania jeszcze za przejaw miłości uczuciowej tego, w czym mężczyzna już uświadamia sobie wyraźnie działanie zmysłowości oraz chęci użycia. Ta większa zdolność mężczyzn do obiektywizacji wiąże się z ich większą odpowiedzialnością za kształt miłości.
Na tym poziomie często dochodzi do idealizacji drugiej osoby, uczucie każe „wkładać” w osobę ukochaną wiele wartości, których ona sama w sobie nie musi koniecznie posiadać. Konsekwencją tego jest później rozczarowanie, a czasem wręcz nienawiść.

##### Poziom ducha
To nie ciało i zmysły są zasadniczą treścią miłości, jest ona zawsze jakąś sprawą wnętrza i ducha. Wolna wola jest tą „ostatnią instancją”, bez której miłość nie ma w sobie pełnej osobowej wartości. Miłość potrzebuje wolności, ta zaś możliwa jest jedynie dzięki prawdzie. Pożądanie zmysłowe oraz zaangażowanie uczuciowe mają swoją wewnętrzną prawdziwość. Jest to jednak prawda subiektywna, zależna od danej osoby doświadczającej doznań i uczuć. Jest ona oczywiście potrzebna, miłość wymaga jednak także prawdy obiektywnej. Dotrzeć do niej można w drodze analizy etycznej.
Prawda obiektywna domaga się przede wszystkim rozpoznania i afirmacji wartości osoby. Wartość ta jest różna względem wartości wrodzonych lub nabytych, które tkwią w osobie, jak np. jej zdolności, cechy charakteru, piękno fizyczne itp. Różni się też od wartości seksualnej, gdyż płeć jest tylko właściwością osoby, a nie całą osobą. Tak rozumiana wartość osoby jest uprzednia wobec wszystkich innych jej wartości. Uczucie – skupiające się tak mocno wokół „kobiecości” i „męskości” – jeśli nie jest zintegrowane z afirmacją osoby, może się z czasem wyczerpać w świadomości emocjonalnej tak mężczyzny, jak i kobiety.

### Filozofia protestancka
Jednym z najważniejszych opracowań filozofii miłości z perspektywy teologii protestanckiej jest książka C.S. Lewisa Cztery miłości.